# Didogobius schlieweni
Il ghiozzo leucomaculato o ghiozzo di Schliewen  (Didogobius schlieweni) è un pesce di mare appartenente alla Famiglia Gobiidae.

## Distribuzione e habitat
Presente nel bacino occidentale del mar Mediterraneo. Le poche catture note fino ad ora sono riportate dal golfo del Leone in Francia, dalla Croazia e dal mar Tirreno nei pressi di Livorno.
Sembra vivere tra le rocce coperte di vegetazione.

## Descrizione
Corpo molto allungato per un gobide con pinna caudale grande e arrotondata e testa appiattita.
La livrea è molto caratteristica, ci sono 5 macchie bianche sul dorso e tutte le pinne sono bordate di bianco. Il colore di fondo è di solito bruno scuro ma l'esemplare del mar Tirreno era violetto intenso.
Non supera i 5 cm.

## Biologia
Poco note, si sa solo che è notturno e che di giorno se ne sta nascosto. Nuota solo con le pinne pettorali. Noto solo da sette esemplari.

## Collegamenti esterni

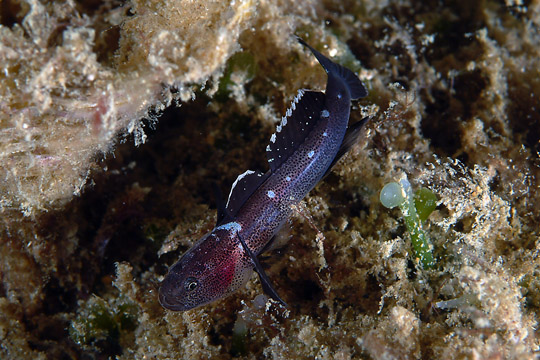